# Carduus poliochrus
Carduus poliochrus là một loài thực vật có hoa trong họ Cúc. Loài này được Trautv. mô tả khoa học đầu tiên năm 1875.